# Sabaria violacearia
Sabaria violacearia är en fjärilsart som beskrevs av Achille Guenée 1858. Sabaria violacearia ingår i släktet Sabaria och familjen mätare. Inga underarter finns listade.